# Сант-Анджело-ди-Броло
Сант-Анджело-ди-Броло (итал. Sant'Angelo di Brolo) — коммуна в Италии, располагается в регионе Сицилия, в провинции Мессина.
Население составляет 3856 человек (2008 г.), плотность населения составляет 129 чел./км². Занимает площадь 30 км². Почтовый индекс — 98060. Телефонный код — 0941.
Покровителем коммуны почитается Архангел Михаил, празднование 29 сентября.

## Демография
Динамика населения:

## Известные личности
- Саитта, Армандо (1919—1991) — историк. Профессор Пизанского университета и Ла Сапиенц в Риме.

## Администрация коммуны
- Официальный сайт: http://www.comune.santangelodibrolo.me.it/